# モフ☆モフ
『モフ☆モフ』（mofu☆mofu、モフモフ）とはちぃ制作のFlashアニメのシリーズ。
2008年11月から2015年11月まで小学館の女児向けキャラクター・ホビー雑誌『ぷっちぐみ』で漫画連載もされていた。
その後、2011年から2015年まで『もっふりモフ☆モフ』とタイトルやキャラクターの一部を変えて継続された。

## 概要
ネットアニメのポータルサイト『ライブドアネットアニメ』上に連載されているネットアニメで、作者いわく「歌って踊るアホかわいいアニメ」。
地球からはるか離れたモフ星人のモフたちと双子のメル、ミル姉妹、そしてわんこやにゃんこ、そのほか多数の登場人物（登場モフ）たちによって繰り広げられる音楽ファンタジーギャグアニメ。
ちぃが全話を通して監督、作画、動画、脚本、声優を務めており、音楽はcrunch(Vol.1-3、6)、Dutchi(Vol.4-5、7)、ちぃ(Vol.3)によって作られている。
2008年10月、コロムビアミュージックエンタテインメントから1stDVD『モフ☆モフ はっぴぃになる魔法』が発売された。
2008年11月より小学館の『ぷっちぐみ』で漫画連載を開始。
作者・ちぃの元・子供服デザイナーという経歴を生かしたファッション性、デザイン性と、「アホかわいさ」を追求した内容により、連載初回アンケートでいきなり本誌企画人気1位を獲得するなど『ぷっちぐみ』を代表する人気シリーズとなっている。
また、2014年1月6日から3月26日までテレビ東京系列の朝の子供番組『おはスタ』第2部 スーパーライブのエンディングにて本作をモチーフとした占い『もっふりモフ☆モフ おしりうらない』が放送され、2014年4月から12月まで同番組内の第1部 おはスタ645GO!GO!!のGO!GO!!セレクションで毎週火曜日に放送された。

## 受賞など
- Vol.1 livedoorネトアニグランプリ金賞受賞（2007年）

## 登場キャラクター

### モフ☆モフ

#### モフ星人
本作の題名の由来にもなっている中心人物（中心モフ）。
地球を2つつなぎ合わせたような形のモフ星に住んでいる。
白っぽい肉まんのような形をしていて取り外しできる鼻（モフノーズ）がついている。ちなみに大きな鼻はビューティフルとされ、長い鼻はリスペクタブルとされている。モフノーズを付けることにより魔法を使うことができる。
一度、豆しばに会ったことがあるが、あまり豆しばを知らない様子。
つぶされるとぺちゃんこになってしまうこともあるが、その時は空気入れで空気を入れると復活する。
モフ
「モフ☆モフ」の主人公。まるくて、しろくて、やわらかい。ある日メル、ミル姉妹によって段ボール箱の中に捨てられていたところを拾われる。このシリーズの中心的なモフの1人（1モフ）である。なお、この項目では便宜上“白モフ”と記す。好物はみたらし団子と焼肉のたれ。
ブラックモフ
第一次反抗期の真っ只中の、体の黒いモフ。よくジェットエンジンを背中につけて街中を低空飛行でぶっとばしている（高所恐怖症であるため）。悪になりたいと考えているが、わざと壊したものを直してしまったり、赤信号を律儀に守っていたり、盗んだ三輪車をきれいにして返すなど悪になりきれない一面を持つ。モフ星が地球に衝突した原因を作った張本人。よくかっこつけてマカロニを吸っているらしい。ゴージャスな雰囲気の両親と姉がいる。
桃モフ
ある日、白モフが落とした鼻を届ける。白モフとブラックモフが片想いをしている。食べ物には目がない。
モフパパ
茶色の腹巻をした、白モフの父親モフ。魔法を扱ってメル、ミル姉妹にモフ語がわかるようにしたり、カメラを出したりすることができる。するめいかをよく吸っている。職を転々として家族を養っている。モフ星が地球に衝突したことで地球にあるボロい一戸建ての家に住むことになった。
モフママ
三角巾とエプロンを頭にした、白モフの母親モフ。魔法によってミル、メル姉妹のおめかしをしたりする。
ハニモフ
モフがアルバイトしたいと言っていた「HONEY SHOP」の店長。お尻に蜂模様と針がある。調理師免許を取得していたりパティシエコンテストで金賞を受賞した実力者だが、経営が下手。チェーン展開を夢見ている。

#### その他
ミル
メルの双子の姉妹。髪の毛の色はベージュでツインテール。メルと共に夕暮れの街角でモフを拾う。運動神経はよく、瓦屋根の上を走って屋根と屋根の間を飛び越えたりもできる。
メル
ミルの双子の姉妹。髪の毛の色はブラウンでお団子。ミルと同じく運動神経はよい。
わんこ
公園に住むメル、ミル姉妹の友人。どこにでも突如現れて踊りだす。ドラムなど打楽器が得意。Vol.6で誘拐された先のお城ではお姫様のひざの上で鼻の下を伸ばしているなどの一面も見せた。
にゃんこ
公園に住むメル、ミル姉妹の友人。どこにでも突如現れて踊りだす。弦楽器が得意で、三味線も弾ける。キレやすい性格らしく、Vol.6では手裏剣を目の前に投げつけられたときに黒忍者に三味線を投げつけるなどした。
お姫様
江戸のお姫様。以前かわいがっていた犬のさくらをずっと忘れられずによく似た犬を探している。最後は舞い散る桜の中、さくらと笑顔で手を振ってお別れをする。
黒忍者
お姫様の城に雇われている忍者。2人組で、わんこを誘拐した。
さくら
お姫様に飼われていた犬。わんことそっくりな外見をしている。ある冬の日に死んでしまった。

### もっふりモフ☆モフ
モフ
「もっふりモフ☆モフ」の主人公で、前作の登場キャラであるモフの孫。本名:モフ3世。
ブラモフ
モフの友人。イタズラが好き。
モモモフ
白モフの妹。
まろんちゃん
スイーツショップまろんの店長。髪の毛の色はベージュ。
ミミちゃん
まろんちゃんの友人。髪の毛の色はブラウン。

## 小物
モフノーズ
モフたちが皆つけている、ωの形状をした鼻。これをつけると魔法が使えるようになり、願ったことが叶うといわれている。また、つける向きを変えれば口笛のように使えるようになる。
焼肉のタレ
白モフと、ブラックモフが飲んでいる場面がある。メーカーはエラバ。甘口と辛口の二種類が登場。
スルメ
モフパパがよく吸っている。
玉手箱
メルたちが現代に帰った数日後、お姫様の元に届いた。中にはモフノーズ、アルミホイル、サラリラップが入っていた。
アルミホイル、サラリラップ
福引でのおそらく末等の景品と思われるもの。お姫様に一本ずつが贈られている。
四つ葉のクローバー
メルとミルのけんかのきっかけになる。しかし、その後2人の仲直りのきっかけにもなる。
ロボット、お人形、するめいか、たらばがに、お米券、ビール券
Vol.5の魔法で出したプレゼント袋の中身。

## タイトル

### ネットアニメ公開
| 話数 | タイトル                           | 監督・作画・動画・脚本   | 音楽               | 声の出演                                |
| ---- | ---------------------------------- | ------------------------ | ------------------ | --------------------------------------- |
| 1    | モフ☆モフ The tiny alien,mofu mofu | ちぃ                     | crunch             | ちぃ、ひな                              |
| 2    | COSMO☆TRIP モフ星へGOGO!!          | ちぃ                     | crunch             | ちぃ、ひな、ドラ藤本                    |
| 3    | ぶらっく☆モフモフ 悪のテーマ       | ちぃ                     | crunch             | ちぃ、ひな、ドラ藤本                    |
| 4    | 初恋は団子味? モフのラブソング     | ちぃ                     | Dutchi             | ちぃ、ひな、ドラ藤本、kentarovsky       |
| 5    | モフのはっぴい☆くりすます          | ちぃ                     | Dutchi             | ちぃ、ひな、ドラ藤本、kentarovsky       |
| 6    | お江戸でにんにんっ!!お犬様誘拐事件 | ちぃ                     | crunch             | ちぃ、ひな、ゆん、ドラ藤本、kentarovsky |
| 7    | はんぶんこっこ                     | ちぃ                     | Dutchi             | ちぃ、ひな                              |
| 8    | ようこそヒミツの森へ               | ちぃ、たまご             | crunch             | ちぃ、ひな、ドラ藤本、kentarovsky       |
| 9    | モフモフ運動会                     | ちぃ、たまご             | ユーキ             | ちぃ、ひな                              |
| 10   | はにはにハニモフ                   | ちぃ、森野あるじ、たまご | さつきがてんこもり | ちぃ、ひな、いぬかい五郎、kentarovsky   |
| 11   | お団子戦隊モフレンジャー           | ちぃ、森野あるじ         | ユーキ             | ちぃ、ひな、ドラ藤本                    |

- Vol.4のタイトルのラブソングのラブのところは、本来はハートの記号を用いている。

### DVD収録
| 話数 | タイトル       | 監督・作画・動画・脚本 | 音楽   | 声の出演                              |
| ---- | -------------- | ---------------------- | ------ | ------------------------------------- |
| 6.5  | はっぴぃの魔法 | ちぃ                   | crunch | ちぃ、ひな、ドラ藤本、kentarovsky、他 |

## 関連商品
- DVD - 「モフ☆モフ はっぴぃになる魔法」、Vol.1-6・ネットアニメ未公開作品1話、ササクレパンダ関連、映像特典を収録。

### 書籍
- モフ☆モフ いちごあじ（2009年7月13日、小学館）ISBN 9784097263876
- てんとう虫コミックススペシャル ぷっち モフ☆モフ 1（2010年11月26日、小学館）ISBN 9784091411600
- ぷぷぷBOOKS もっふりモフ☆モフ（2012年8月7日、小学館）ISBN 9784097515128
- まるごとシールブックDX もっふりモフ☆モフ アホかわシールブック（2014年4月30日、小学館）ISBN 9784097355243
- ぷっちぐみベスト!! もっふりモフ☆モフ まんが&クイズ（2014年7月23日、小学館）ISBN 9784092805033